# Jens Paeslack
Jens Paeslack (* 25. Februar 1974 in Hamburg) ist ein ehemaliger deutscher Fußballspieler und heutiger Trainer.

## Vereinskarriere
Jens Paeslack spielte in seiner Jugend bei verschiedenen Vereinen seiner Heimatstadt Hamburg. 1994 wechselte er von BSV Buxtehude zum Harburger TB, mit dem er in der Oberliga antrat. In der Winterpause 1995/96 schloss er sich dem Regionalligisten SV Lurup an. Dort wurde er von Verletzungen (Bänderriss, Mittelfußknochen) zurückgeworfen. 1997 stieg er mit Lurup aus der Regionalliga ab und wechselte zur Saison 1997/98 zunächst zum VfB Lübeck.
Auf Empfehlung des damaligen Hertha-Spielers Eyjólfur Sverrisson wechselte er im Mai 1998 zum isländischen Verein ÍBV Vestmannaeyjar und feierte den Gewinn der Meisterschaft, des Pokals und des Superpokals. Zu Beginn der Folgesaison spielte der Stürmer noch in der 1. Qualifikationsrunde der UEFA Champions League 1998/99 und schied mit seinem Verein gegen den FK Obilić aus. Kurze Zeit später wechselte er zum deutschen Oberligisten TSV Pansdorf und schaffte dort seinen Durchbruch auch in Deutschland. Obwohl er ein Angebot vom Bundesligisten TSV 1860 München hatte, entschied er sich, zum Zweitligisten Karlsruher SC zu wechseln. Nach einer Saison bei den Badenern ging Paeslack zum schottischen Erstligaaufsteiger FC St. Mirren. Der Verein konnte die Klasse jedoch nicht halten und so ging Paeslack weiter zum zyprischen Erstligisten AEL Limassol. In der Winterpause der Saison 2001/02 kehrte er zum Drittligisten Stuttgarter Kickers nach Deutschland zurück. Nach der Saison wechselte der Stürmer zum SV Sandhausen in die Oberliga, in der er aber ebenfalls nur ein halbes Jahr spielte. 
Ab Januar 2003 war Paeslack dann wieder in der 2. Bundesliga beim SSV Reutlingen 05 tätig. Bei seiner nächsten Station Borussia Fulda spielte er in der Saison 2003/04 in der Oberliga Hessen und verließ den Verein nach einem Jahr, um zum FC Sachsen Leipzig zu wechseln, der zuvor aus der Regionalliga in die Oberliga Nordost abgestiegen war. Nach einem halben Jahr wechselte Paeslack wegen internen Differenzen weiter zu Kickers Emden, mit denen er am Saisonende den souveränen Gewinn der Oberliga Nord feiern konnte. Doch er folgte seiner Mannschaft nicht in die dritte Liga und wechselte zum SV Waldhof Mannheim in die Oberliga Baden-Württemberg. Aufgrund einer schweren Knieverletzung kam er jedoch hier nicht mehr zum Einsatz und beendete 2006 seine aktive Laufbahn.

## Trainerkarriere
Zur Saison 2010/11 nahm Jens Paeslack erstmals auf der Trainerbank Platz und war zunächst Assistent von Heino Stemmann bei Germania Schnelsen in seiner Heimatstadt Hamburg. Der Verein war zuvor in die Oberliga Hamburg aufgestiegen. Im November 2010 übernahm er die Geschicke als Cheftrainer und leitete das Team bis zu seinem Rücktritt am 22. Dezember 2011. Im Anschluss ging er in die Vereinigten Arabischen Emirate, wo er seit 2012 eine Fußballschule betreibt.

## Titel
- Isländischer Meister: 1998
- Isländischer Pokalsieger: 1998
- Isländischer Superpokalsieger: 1998